# Куквілл (Теннессі)
Куквілл (англ. Cookeville) — місто (англ. city) в США, в окрузі Патнем штату Теннессі. Населення — 34 842 особи (2020).

## Географія
Куквілл розташований за координатами 36°8′52″ пн. ш. 85°30′19″ зх. д. / 36.14778° пн. ш. 85.50528° зх. д. (36.147686, -85.505233). За даними Бюро перепису населення США в 2010 році місто мало площу 85,09 км², з яких 84,63 км² — суходіл та 0,46 км² — водойми. В 2017 році площа становила 92,11 км², з яких 91,65 км² — суходіл та 0,46 км² — водойми.

### Клімат
| Клімат : Куквілл | Клімат : Куквілл | Клімат : Куквілл | Клімат : Куквілл | Клімат : Куквілл | Клімат : Куквілл | Клімат : Куквілл | Клімат : Куквілл | Клімат : Куквілл | Клімат : Куквілл | Клімат : Куквілл | Клімат : Куквілл | Клімат : Куквілл | Клімат : Куквілл |
| Показник | Січ.             | Лют.             | Бер.             | Квіт.            | Трав.            | Черв.            | Лип.             | Серп.            | Вер.             | Жовт.            | Лист.            | Груд.            | Рік              |
| Абсолютний максимум, °C | 24,4             | 26,7             | 29,4             | 32,2             | 33,9             | 40,6             | 40,0             | 40,0             | 37,2             | 33,3             | 29,4             | 25,0             | 40,6             |
| Середній максимум, °C | 7,8              | 10,6             | 15,6             | 20,6             | 25,0             | 28,9             | 30,6             | 30,6             | 27,2             | 21,7             | 16,1             | 9,4              | 20,4             |
| Середній мінімум, °C | −3,3             | −2,2             | 1,7              | 6,1              | 11,1             | 16,1             | 18,3             | 17,8             | 13,3             | 6,7              | 2,2              | −1,7             | 7,2              |
| Абсолютний мінімум, °C | −30              | −25              | −18,3            | −6,7             | −1,7             | 3,3              | 7,8              | 7,8              | 1,1              | −5,6             | −13,9            | −25              | −30              |
| Норма опадів, мм | 130              | 130              | 122              | 117              | 140              | 117              | 127              | 99               | 99               | 81               | 119              | 145              | 1426             |
| --- | ---------------- | ---------------- | ---------------- | ---------------- | ---------------- | ---------------- | ---------------- | ---------------- | ---------------- | ---------------- | ---------------- | ---------------- | ---------------- |
| Джерело: Monthly Average/Record Temperatures and Precipitation at Cookeville Golf Club. Weather Channel. Weather Channel. Архів оригіналу за 7 лютого 2016. Процитовано 6 лютого 2016. |                  |                  |                  |                  |                  |                  |                  |                  |                  |                  |                  |                  |                  |

## Демографія
Згідно з переписом 2010 року, у місті мешкало 30 435 осіб у 12 471 домогосподарстві у складі 6669 родин. Густота населення становила 358 осіб/км². Було 13706 помешкань (161/км²).
Расовий склад населення:
| - 87,9 % — білих - 3,4 % — чорних або афроамериканців - 2,0 % — азіатів - 0,6 % — корінних американців - 0,1 % — вихідців з тихоокеанських островів - 4,0 % — осіб інших рас |

До двох чи більше рас належало 2,1 %. Частка іспаномовних становила 7,0 % від усіх жителів.
За віковим діапазоном населення розподілялося таким чином: 18,6 % — особи молодші 18 років, 67,8 % — особи у віці 18—64 років, 13,6 % — особи у віці 65 років та старші. Медіана віку мешканця становила 29,7 року. На 100 осіб жіночої статі у місті припадало 99,5 чоловіків; на 100 жінок у віці від 18 років та старших — 97,9 чоловіків також старших 18 років.
Середній дохід на одне домашнє господарство становив 51 397 доларів США (медіана — 28 275), а середній дохід на одну сім'ю — 61 709 доларів (медіана — 41 104). Медіана доходів становила 36 671 долар для чоловіків та 28 107 доларів для жінок. За межею бідності перебувало 33,7 % осіб, у тому числі 37,7 % дітей у віці до 18 років та 8,8 % осіб у віці 65 років та старших.
Цивільне працевлаштоване населення становило 12 421 особа. Основні галузі зайнятості: освіта, охорона здоров'я та соціальна допомога — 24,9 %, мистецтво, розваги та відпочинок — 16,0 %, роздрібна торгівля — 13,6 %.